# Sandflugt i Danmark
Sandflugt i Danmark har eksisteret i mange år og findes stadig. De mange kyststrækninger har sammen med de geologiske forhold gjort, at der mange steder findes store mængder sand, som under de rette omstændigheder kan flyttes af vinden som flyvesand.
Sandflugt volder i dag kun få problemer, da klitlandskaberne er blevet tilplantet, men den påfører dog stadig skader f.eks. i form af spiringsproblemer på visse nytilsåede landbrugsarealer. Men tidligere har sandflugten på det nærmeste resulteret i regulære naturkatastrofer. I Danmark indtraf den mest omfattende sandflugt i perioden fra midten af 1500-tallet til begyndelsen af 1800-tallet. Ødelæggelserne i de berørte lokalsamfund var til tider total. Blandt andet Råbjerg Mile er et vidnesbyrd herom.

## Tidlige vidnesbyrd om sandflugt
Arkæologiske udgravninger har påvist sandflugt langt tilbage i tiden. I Vestjylland har man opmålt kystaflejringer og fundet tegn på sandfygning og klitdannelse, som ved hjælp af kulstof 14-datering er bestemt til at være dannet for omkring 7000 år siden . I begyndelsen ikke i stort omfang, men en mere aktiv sandflugtsperiode satte ind i stenalderen for omkring 4200 år siden. Der har i det store hele været sandflugt siden, men der har dog været fem perioder, hvor vegetationen for en tid har kunnet holde klitterne i ro. Den seneste afdæmpede periode var i 1200-tallet, og da sandflugten tog til igen, skulle den få sit hidtil mest omfattende omfang .

## Den store sandflugtsperiode
Den seneste og mest velkendte opblussen i sandflugtsaktiviteten tog fart fart i første halvdel af 1500-tallet. Et af de tidligste skriftlige vidnesbyrd om det tiltagende problem stammer fra Rørvig, hvor beboerne i 1527 skrev til Frue Kloster i Roskilde og siden til kongen for at klage deres nød. De forklarede, at mere end en af de tre vange var ødelagt af sand, og at de forarmede bønder begyndte at forlade deres gårde .
Den samme udvikling var sat i gang mange andre steder i landet, mest udpræget ved vestvendte kyster, hvor den fremherskende vind kunne føre sand ind fra strandområderne.

### Årsager til sandflugtens udvikling
Det vides ikke med sikkerhed, hvad der var hovedårsagen til, at sandflugten tog fart omkring dette tidspunkt, men der peges generelt på en kombination af klimaændringer, menneskelig aktivitet og geologiske forhold .
Klimaet ændrede sig i den periode til det koldere, og man har efterfølgende betegnet den som "den lille istid". Det kolde klima skabte en stor global isdannelse, og det medførte, at vandstanden i havet faldt omkring 10 cm og dermed blotlagde et lidt større strandareal, hvorfra vinden har ført sandet med sig . Samtidig mener man, at klimaet udviklede sig med flere eller kraftigere storme .
For at der kan opstå sandflugt, må der først og fremmest være geologiske processer, som frembringer og ophober flyvesand i større mængder. Dele af Jyllands vestkyst har været havbund i en periode efter sidste istids ophør, men landet har siden hævet sig over havoverfladen. Det har medført en kraftig erosion og materialeflytning, som har skabt sandaflejringer andre steder. Vinden har samtidig medvirket ved at samle sandet i klitter, som dog almindeligvis er blevet fikseret af vegetation. En lignende udvikling har der været andre stedet i landet.
Den menneskelige aktivitet dækker over skovhugst, tørvegravning, afgræsning og lignende. Den kolde periode har givetvis medført et større forbrug af brændsel , og den eskalerende sandflugt har i sig selv øget forbruget af træ til læhegn og byggeri til erstatning for de begravede huse. Der var også lokale årsager til skovhugst, som f.eks. fyrtårnet i Skagen, som i perioden 1560-1650 forbrugte kolossale mængder brændsel i form af træ, som man efterhånden hentede ved Limfjorden og i Sydnorge  (siden gik man over til kulfyring). Desuden har der været adskillige krige som f.eks. Karl Gustav-krigene og Den Store Nordiske Krig, som også har medført et øget forbrug af træ.
Når der bliver slidt hul på klitternes vegetationslag, opstår der en ond cirkel, hvor sandet bliver blotlagt, og den efterfølgende sandfygning kvæler endnu mere vegetation. Det har man tidligt været opmærksom på, og allerede i 1539 forbød Christian 3. "at drage og slå halm og tag [dvs. klitvegetation], så at sandet derudover drives på landet og fordærver megen jord, ager og eng (...)" . Forbuddet stadfæstes flere gange den følgende tid og udløser forskellige straffe, uden at det dog har haft den store effekt på lokalbefolkningens gøren og laden.

### Situationsbilleder
At den lokale udvikling efterhånden blev mere og mere katastrofal, ser man tydeligst i beretninger fra de berørte samfund. Mange områder blev ramt mere eller mindre hårdt − Rømø, Fanø, Bornholm, Odsherred med videre − men som illustrationer kan man fremhæve områderne omkring Skagen og Tisvilde.

#### Skagen
Skagen fik købstadsrettigheder i 1413, og i 1500-tallet var den nærmest en storby efter datidens normer. Der har været 2000-3000 indbyggere, hvilket på det tidspunkt bragte den på størrelse med København . Men da sandflugten satte ind, forvandlede det ikke bare landet til ørken, den fjernede også klitternes beskyttelse mod havet. Skagen By blev nu oversvømmet under stormflod gang på gang − i løbet af godt et år, fra oktober 1592 til december 1593 ikke færre end fire gange . Dermed var Skagens storhedstid forbi.
Sandet begravede både landsbrugsjord og bygninger med stigende intensitet. Talrige gårde og hele landsbyer blev nedlagt eller flyttet − Kandestederne blev flyttet hele tre gange − og udviklingen kan spores i mange kilder fra den tid: Meget rammende beretter sognepræst Claus Nielsen, Råbjerg, i 1670 at "der [ikke] findes i al den by saa megen plads eller grøn jord, som noget menneske kan sætte en kaalstilk udi sig til gode". Råbjerg By forsvandt fuldstændigt i 1600-tallet, men kirken, som lå et stykke fra byen, eksisterer stadig.
Et dramatisk højdepunkt opstod efter et stormvejr Store Bededag 1775, da en mile nåede Sct. Laurentii Kirke syd for Skagen. Kirkemilen bevægede sig 45 meter om året, og selv om sognets beboere arbejdede hårdt for deres kirke, vandt sandet efter 20 års kamp, og kirken blev nedlagt og nedbrudt i 1795 efter ordre fra Christian 7.. Den kendes nu som "Den tilsandede Kirke", selv om det kun er tårnet, der står tilbage og stikker op mellem klitterne. Den nederste del af tårnet er, ligesom området omkring kirken, dækket med 2-3 meter sand.
Naturligvis blev der lagt mærke til situationen fra statens side; om ikke andet fordi der blev udført mange tilsyn med henblik på hartkornsnedsættelser og regulære nedlæggelser, som gav et betydeligt tab af skatteindtægter. Men i forhold til andre steder i landet trak det ud med sandflugtsdæmpningen ved Skagen, som først blev effektiv i slutningen af 1800-tallet.

#### Tisvilde
Et af de hårdest angrebne steder på Sjælland var ved Tisvilde i Nordsjælland. Også her begyndte sandflugten omkring 1550, og det ramte et område som lå mellem Liseleje, Arresø og Tisvilde. De tidlige skriftlige kilder fortæller, at præsten i Tibirke i 1555 fik tillagt byg fra sognets kongetiende som kompensation for ødelagte agre. Tibirke Kirke blev siden delvis offer for sandflugten, da den i 1612 blev lagt sammen med Vejby Kirke. Tibirke Kirke endte med at være trekvart dækket af sand, men er siden blevet befriet fra sandmasserne og taget i brug igen.
Sandet samlede sig i miler på 10-30 meters højde, og de dækkede alt, hvad de passerede, og det, som oprindelig havde være et fladt og lavtliggende landskab med strandenge, blev nu nærmest til ørken. Man ved fra udgravninger i 1966 af en af de forsvundne landsbyer, Torup, at den ligger begravet under 2 meter sand, hvor det er dybest .
Men katastrofen for området var dobbelt: Arresø havde sit oprindelige udløb igennem Bydinge Å, som løb fra søen i en bue nord om Arrenakke og ud i Roskilde Fjord. Dette åløb sandede til og ødelagde udnyttelsen af vandkraft, men det betød navnlig, at vandstanden i søen steg med oversvømmelser til følge. Til erstatning for Bydinge Å gravede man i 1717-19 en kanal, som går igennem det, som i dag er Frederiksværk.
Også her gik alvoren efterhånden op for statsadministrationen, og man tilkaldte eksperter fra Holland, men de fik ikke udrettet noget. Man fik bedre held med forstmanden Johan Ulrich Røhl, som man hentede i Oldenburg i Nordtyskland. I 1724 gik han i gang med stor iver og med den nødvendige stædighed: Han fik sat gærder op, han fik gravet grøfter til at opsamle flyvesandet og holde dyr ude, og ikke mindst iværksatte han en besåning med forskellige græsarter og træer. Trods tilbageslag undervejs lykkedes det Røhl efter 10 års arbejde at få sandflugten under kontrol, og han huskes derfor som "sandflugtens bekæmper". Undervejs gjorde han sig dog uvenner med snart sagt alle på egnen, og de mange klager, der indløb over hans fremfærd og opførsel, medførte til sidst, at han blev sagt op og bortvist fra Tisvilde. Den 23. april 1736 erklærede kongen i en resolution, at katastrofen var standset, og der blev efterfølgende opsat en stenstøtte i Tibirke til minde om sandflugten og om Røhls indsats. Omkring begyndte folk at tilplante området med træer – det som siden blev til Tisvilde Hegn, for at træernes rødder kunne binde sandet. 

## Sandflugtsbekæmpelse
Det første lovindgreb, som skulle dæmpe sandflugt kom i 1539, da Christian 3. forbød ødelæggelse af klitvegetationen. Det forbud blev siden gentaget, f.eks. i Danske Lov fra 1683, hvor høstning eller anden beskadigelse af vegetationen "straffis som een Tyv uden al Naade, og dertil være pligtig til at oprette al den Skade, som deraf kommer". De tidlige lovindgreb havde dog ikke nogen synderlig effekt. 
I starten af 1700-tallet begyndte herremanden Christian Hansen Teilman at arrangere lange lave kvist-diger i Vestjylland, og tilsvarende diger er fundet inde i landet på Harrild Hede, Grathe Hede og andre steder.
Den første effektive indsats var Johan Ulrich Røhls banebrydende arbejde ved Tisvilde i 1730-erne, men Røhl selv mente ikke, at noget tilsvarende kunne lade sig gøre i Vestjylland.

### Generel lovgivning
Først mod slutningen af 1700-tallet begyndte man at tage fat om problemet, da staten gav ordre til, at klitterne skulle beplantes og placerede ansvaret for arbejdet på de enkelte berørte gårde under opsyn af amtmanden. Man udførte forskellige forsøg, og resultaterne blev opsummeret i en afhandling af botanikeren Erik Viborg, som kom til at danne det videnskabelige grundlag for beplantningens praktiske udførelse.
Den 19. september 1792 kom den første generelle lov om sandflugtsbekæmpelse, da Christian 7. udstedte sin Forordning, angaaende Sandflugtens Dæmpning i Danmark. De øverst ansvarlige blev amtmændene sammen med en sandflugtskommission. Klitterne skulle fredes og beplantes med hjælme og arbejdskraften skulle leveres af befolkningen, som blev tvangsudskrevet − både i det lokale sogn hvor arbejdet pågik, men også i nabosogne ("hjælpesogne") som ikke havde klitter på egne jorder.
Loven blev løbende revideret i 1800-tallet og 1900-tallet. I 1852 blev hjælpesognene fritaget for deres pligter, og i 1865 overtog staten en del af byrderne visse steder i landet, men det var først i 1935, at staten overtog al sandflugtsbekæmpelse på de fredede klitarealer.

### Klitplantager og protester
Midt i 1800-tallet begyndte man udplantning af skov, så de mange klitplantager begyndte at opstå. Det var drevet dels af ønsket om en mere stabil vegetation og dels af ønsket om at kunne anvende klitområderne mere nyttigt til træproduktion og til at etablere læbælter. Man eksperimenterede en del og fandt frem til den mellemeuropæiske bjerg-fyr, som kunne vokse i det næringsfattige sand.
I en del egne blev der nærmest trukket et tæppe af bjergfyr ud over landskabet, og klitterne begyndte at blive omdannet til krat. Men i slutningen af 1800-tallet begynde der at fremkomme kritiske røster, blandet andet fra Jeppe Aakjær, som beklagede at de storslåedede klitlandskaber blev omformet til kummerlige plantager. Resultatet blev, at Råbjerg Mile blev friholdt, og staten opkøbte et større område, hvor klitten kan fortsætte sin vandring.

### Status i dag
Sandflugten nåede at forvolde stor skade: 62.000 ha blev ødelagt af sand, og der blev plantet omkring 30.000 ha klitplantage. Talrige huse og gårde samt hele landsbyer måtte forlades, skatteindtægterne faldt, og udgifterne til bekæmpelsen var store.
I dag er sandflugt ikke længere noget nævneværdigt problem. Ganske vist kan sandflugt og jordfygning stadig anrette skader på nytilsået landbrugsjord, hvor sædekornet kan blotlægges, eller nye spirer ødelægges. Men tidligere tiders ukontrollerede klitvandring har man ikke mere. Sandflugtsbekæmpelsen begrænser sig i dag til vedligeholdelse af klitvegetationen og udbedring af små skader, og det koster årligt staten omkring 7,5 mio kr (pr. 1999). Loven om sandflugtsbekæmpelse og klitfredning blev i 1992 skrevet ind i naturbeskyttelsesloven.
Efterhånden som truslen er aftaget, er man blevet mere opmærksom på klitternes landskabelige værdier. Det skal ses i lyset af at klitlandskabet har værdi dels som turistattraktion og dels som biologisk habitat.